# SimilarWeb
Similarweb Ltd (anteriorment SimilarGroup) és una empresa de tecnologia de la informació fundada el març de 2009 per Or Offer. Des de la seva seu a Londres, Similarweb proporciona serveis d'analítica web, mineria de dades i intel·ligència empresarial per a multinacionals. A través de la seva plataforma principal, anomenada Similarweb, utilitza tecnologies de big data per a recollir, mesurar, analitzar i proporcionar estadístiques d'interacció d'usuaris a pàgines web i aplicacions mòbils.

## Història
La companyia va ser fundada el 2007 per la Or Offer a Tel-Aviv, Israel. Ja al 2009, Similarweb va guanyar el primer premi israelí anomenat SeedCamp, atraient així l'atenció dels mitjans audiovisuals i inversors. La companyia va reucaudar un total d'1.1 milions de dòlars en la Series A round amb Yossi Vadar i Docor International Management dirigint la inversió. Aquell mateix any també es va crear SimilarSites, un extensió del navegador per ajudar els usuaris a trobar llocs webs similars a aquells que estan buscant.
El 24 de setembre de 2013, la companyia va tancar un total de 6 milions de dòlars en la ronda de Sèries B, dirigida per David Alliance, Moshe Litchman juntament amb la participació de l'inversor ja existent, Docor International Management. El 24 de febrer de 2014, el gegant mediàtic sud-africà, Naspers, va invertir un total de 18 milions en Similarweb i va liderar la ronda de Sèries C. En menys d'un mes, Similarweb utilitzava una part del capital per a l'adquisició de la companyia TapDog, encara en la seva etapa inicial, per uns quants milions en accions i diners. Al novembre de 2014, va recaudar un total de 15 milions de dòlars en una quarta ronda de sèries. Al juliol de 2015, Similarweb va adquirir el desenvolupador de contingut personalitzat anomenat Swayy.
El 10 de desembre de 2015, Similarweb va anunciar que comptava amb Quettra, una start up d'intel·ligència mòbil creada a Silicon Valley per impulsar les operacions telefòniques. Quettra va proporcionar eines personalitzades per desenvolupadors a canvi d'unes dades detallades de telemetria mòbil.
Al juliol de 2017, la companyia va anunciar una ronda de 47 milions de dòlars finançada per Viola Growth, Saban Ventures amb la participació de CE Ventures i inversors ja existents.
El 8 de setembre de 2019, Similarweb va innovar l'algoritme que utilitza per produir tràfic i estadístiques de compromís. L'actualització va tenir en compte el comportament dels visitants de webs similars per millorar la profunditat i la dependència de les seves dades.
El març de 2024, Similarweb va adquirir Admetricks per ampliar la seva oferta d'intel·ligència publicitària.